# Азмуз Еренрайх фон Бредов
Азмуз Еренрайх фон Бредов (на немски: Asmus Ehrenreich von Bredow; * 29 април 1693 в Зенцке (окръг Вестхавеланд); † 15 февруари 1756 в Халберщат) е благородник от род Бредов (днес в Бризеланг) в Бранденбург, кралски пруски генерал-лейтенант и губернатор на Колберг, рицар на „Ордена на Черния орел“, домхер на Бранденбург, наследствен собственик на имоти в Източна Прусия.
Той е син на Азмуз Еренрайх фон Бредов „Стари“ (* 8 юли 1646; † 17 април 1705) и съпругата му Катарина Мария фон Брист (* 18 март 1659; † 15 юни 1708), дъщеря на Якоб Фридрих фон Брист (1624 – 1689) и Лудмила Катарина фон Рибек (1627, – 1665). Брат е на Матиас Кристоф фон Бредов (1685 – 1734), президент на пруската камера. Сестра му София фон Бредов (1690 – 1728) е омъжена на 10 юни 1713 г. за Георг Лудвиг фон Рор (1678 – 1746), син на Клаус Албрехт фон Рор (1615 – 1684) и Елизабет фон дер Хаген (1642 – 1726).
Той следва от 1711 до 1713 г. в университета в Хале и 1714 г. влиза в пруската войска. През 1715 г. той участва в похода в Померания (1715/1716). Той става любимец на пруския крал Фридрих Вилхелм I и по време на болестта му е до края му на смъртното му ложе. Новият крал Фридрих II го повишава през 1740 г. на майор на новата гарда.
През 1743 г. той е генерал-майор. На 24 май 1747 г. той става генерал-лейтенант и 1748 г. е награден с „Ордена на Черния орел“. През септември 1749 г. той става губернатор на Колберг.
На 30 ноември 1753 г. той става почетен член на „Кралската Пруска академия на науките“.
Той е погребан в катедралата на Халберщат.